# Station Carry-le-Rouet
Station Carry-le-Rouet is een spoorwegstation in de Franse gemeente Carry-le-Rouet.